# Platanos, Aetolia-Acarnania
Platanos  este un oraș în Grecia în prefectura Aetolia-Acarnania.